# Shahjalal nemzetközi repülőtér
A Shahjalal nemzetközi repülőtér (IATA: DAC, ICAO: VGHS) Banglades egyik nemzetközi repülőtere, amely Dakka közelében található. Éves utasforgalma 8 898 000 fő (2018).

## Kifutópályák
A repülőtér futópályái:
- 14/32 (3200 m, 45 m, aszfalt)

## Forgalom
Az utasforgalom az elmúlt években az alábbi módon változott:
| Utasok száma | 2 909 000 | 5 788 000 | 2 891 000 | 4 205 000 | 4 690 000 | 4 756 000 | 5 678 000 | 6 289 000 | 6 527 000 | 8 898 000 |
|              | 2003      | 2005      | 2006      | 2008      | 2010      | 2011      | 2013      | 2015      | 2016      | 2018      |

## Légitársaságok és úticélok
2023-ban a Shahjalal nemzetközi repülőtérről az alábbi járatok indulnak:

### Személy
| Légitársaság               | Célállomások | Refs   |
| -------------------------- | --- | ------ |
| Air Arabia                 | Abu Dhabi, Ras Al Khaimah, Sharjah | [ 2 ]  |
| Air Asia                   | Kuala Lumpur–International |        |
| Air Astra                  | Chittagong, Cox's Bazar, Sylhet | [ 3 ]  |
| Air India                  | Kolkata |        |
| Batik Air Malaysia         | Kuala Lumpur–International |        |
| Biman Bangladesh Airlines  | Abu Dhabi, Bangkok–Suvarnabhumi, Barisal, Chittagong, Cox's Bazar, Dammam, Delhi, Doha, Dubai–International, Guangzhou, Hong Kong, Jeddah, Jessore, Kathmandu, Kolkata, Kuala Lumpur–International, Kuwait, London–Heathrow, Manchester, Medina, Muscat, Rajshahi, Riyadh, Saidpur, Sharjah, Singapore, Sylhet, Toronto–Pearson, Yangon | [ 5 ]  |
| Cathay Pacific             | Hong Kong | [ 6 ]  |
| China Eastern Airlines     | Beijing–Daxing, Kunming | [ 7 ]  |
| China Southern Airlines    | Guangzhou | [ 8 ]  |
| Drukair                    | Bangkok–Suvarnabhumi, Paro | [ 9 ]  |
| EgyptAir                   | Cairo | [ 10 ] |
| Emirates                   | Dubai–International |        |
| Etihad Airways             | Abu Dhabi |        |
| Flydubai                   | Dubai–International | [ 11 ] |
| Gulf Air                   | Bahrain |        |
| Himalaya Airlines          | Kathmandu | [ 12 ] |
| IndiGo                     | Chennai, Delhi, Kolkata, Hyderabad, Mumbai | [ 15 ] |
| Iraqi Airways              | Baghdad | [ 16 ] |
| Jazeera Airways            | Kuwait | [ 17 ] |
| Kuwait Airways             | Kuwait |        |
| Malaysia Airlines          | Kuala Lumpur–International |        |
| Maldivian                  | Malé |        |
| Novoair                    | Chittagong, Cox's Bazar, Jessore, Kolkata, Rajshahi, Saidpur, Sylhet | [ 18 ] |
| Oman Air                   | Muscat | [ 19 ] |
| Qatar Airways              | Doha |        |
| Salam Air                  | Muscat |        |
| Saudia                     | Jeddah, Medina, Riyadh |        |
| Singapore Airlines         | Singapore |        |
| SriLankan Airlines         | Colombo–Bandaranaike |        |
| Thai AirAsia               | Bangkok–Don Mueang | [ 20 ] |
| Thai Airways International | Bangkok–Suvarnabhumi |        |
| Thai Lion Air              | Bangkok–Don Mueang | [ 21 ] |
| Turkish Airlines           | Istanbul |        |
| US-Bangla Airlines         | Bangkok–Suvarnabhumi, Barisal, Chennai, Chittagong, Cox's Bazar, Doha, Dubai–International, Guangzhou, Jessore, Kolkata, Kuala Lumpur–International, Malé, Muscat, Rajshahi, Saidpur, Sharjah, Singapore, Sylhet |        |
| Vistara                    | Delhi, Mumbai |        |

↑ 1 1 : A Biman Bangladesh Airlines Dhakából Torontóba és vissza közlekedő járata üzemanyag-utántöltés és személyzetcsere miatt Isztambulban is megáll. A Biman Bangladesh nem kizárólag Dakkából Isztambulba szállít utasokat. A légitársaság nem rendelkezik az ötödik szabadságjogokkal sem, hogy utasokat szállítson Isztambulból Torontóba.

### Cargo
| Légitársaság             | Célállomások                                      | Refs.     |
| ------------------------ | ------------------------------------------------- | --------- |
| Air Bridge Cargo         | Krasnoyarsk, Sanghaj-Putungi nemzetközi repülőtér | [forrás?] |
| Cathay Cargo             | Hanoi, Hong Kong                                  | [forrás?] |
| China Cargo Airlines     | Sanghaj-Putungi nemzetközi repülőtér, Zhengzhou   | [forrás?] |
| Easy Fly Express         | Delhi, Guangzhou, Hong Kong, Kolkata, Zhengzhou   | [ 25 ]    |
| Ethiopian Airlines Cargo | Addis Ababa                                       | [forrás?] |
| Etihad Cargo             | Abu Dhabi, Hanoi                                  |           |
| Hong Kong Airlines Cargo | Hong Kong                                         | [forrás?] |
| Qatar Airways Cargo      | Doha                                              | [forrás?] |
| Saudia Cargo             | Dammam, Jeddah, Riyadh                            | [forrás?] |
| Silk Way Airlines        | Baku                                              | [forrás?] |
| SkyAir                   | Chittagong, Cox's Bazar, Jessore, Sylhet          | [ 26 ]    |
| Sky Gates Airlines       | Baku                                              | [forrás?] |
| Singapore Airlines Cargo | Amszterdam, Sharjah, Singapore                    | [forrás?] |
| Turkish Airlines Cargo   | Almaty, Ashgabat, Istanbul-Atatürk                | [forrás?] |